# Робер Ербен
Робер Ербен (фр. Robert Herbin; Париз, 30. март 1939 — Сент Етјен, 27. април 2020) био је француски фудбалер и тренер.

## Биографија
Током играчке каријере, наступао је само за екипу Сент Етјена и забележио преко 400 наступа. Касније је био тренер првог тима једанаест година. Освојио је пет титула у Лиги 1 као играч и четири као тренер, а водио је тим 1976. године до финала Купа европских шампиона где су поражени од минхенског Бајерна на Хампден парку.
Рођен је у Паризу, још као дете се преселио у Ницу док је његов отац свирао тромбон у Опери из Нице. Из локалног клуба прешао је у Сент Етјен са 18 година, за 2,5 милиона француских франака (око 3.600 евра 2020. године).
Сент Етјен га је отпустио у фебруару 1983. године усред скандала са корупцијом. Одмах су га ангажовали њихови ривали из града Лиона, екипа Олимпика. Потом је радио у Саудијској Арабији, био је тренер Стразбура, а вратио се у Сент Етјен 1987. године.
Био је препознатљив по великој риђој коси и необичној фризури, надимак му је био „Сфинга“. Током пензионерских дана је живео сам са својим псом недалеко од Сент Етјена, избегавао је да се појављује у јавности.
Преминуо је 27. априла 2020. године због проблема са срцем и плућима.

## Успеси
Као играч
- Прва лига Француске: 1963/64, 1966/67, 1967/68, 1968/69, 1969/70.
- Куп Француске: 1961/62, 1967/68, 1969/70.

Као тренер
Сент Етјен
- Прва лига Француске: 1973/74, 1974/75, 1975/76, 1980/81.
- Куп Француске: 1973/74, 1974/75, 1976/77.
- Финале Купа европских шампиона 1976.